# El Caminante
El cañón el Caminante es un cañón de a 24 utilizado para trazar los límites de la ciudad española de Melilla.

## El Caminante
Era un cañón de a 24, así pues la bala empleada pesaba 24 libras, (11,8 kilos);  pesando tres toneladas el cañón y estando dotado para su manejo de seis hombres. Actualmente correspondería a un calibre de 6 pulgadas, 152 mm.

## Tratados
El 24 de agosto de 1859 el sultán marroquí y la reina española, Isabel II firmaron, en Tetuán el "Convenio para ampliar los términos jurisdiccionales de Melilla", en el que se estableció que el sultán cedía "a S.M. Católica en pleno dominio y soberanía el territorio próximo a la plaza española de Melilla hasta los puntos más adecuados para la defensa y tranquilidad de aquel presidio"; siendo acordado que los límites de esta concesión fueran trazados en base al "alcance del tiro del cañón de 24 de los antiguamente conocidos
Al poco después comenzó la guerra de África, entre estos dos, y cuando concluyó, el Art. 5º del "Tratado de Paz y Amistad celebrado en Tetuán, el 26 de abril de 1860" atestiguó que "desde ahora las cesiones territoriales que por aquel pacto internacional", el de 1859 "se hicieron a favor de España'"; y en el Artículo 6º, se estableció que "'en el límite de los terrenos neutrales concedidos por S.M. el Rey de Marruecos a las plazas españolas de Ceuta y Melilla, se colocará por S.M. el Rey de Marruecos un Caíd o Gobernador con tropas regulares, para evitar y reprimir las acometidas de las tribus".
Ambos países firmaron en Madrid el 30 de octubre de 1861, un nuevo tratado el "Tratado para arreglar las diferencias suscitadas" "sobre el cumplimiento del Convenio de Límites con Melilla de 1859 y el posterior Tratado de Paz de 1860", que fue ratificado en Tánger el 1 de enero de 1862 por el monarca europeo y el magrebí.

## Disparos

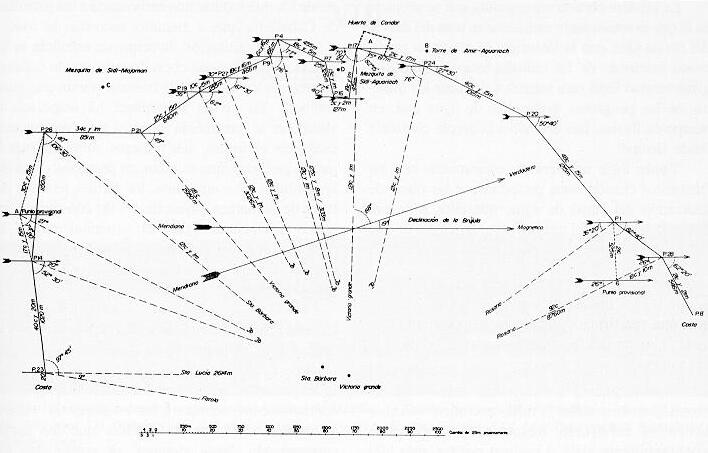
Perímetro de Melilla fijado en el Tratado de Wad-Ras tras la guerra de África

El 12 de junio de 1862 el Bajá de campo marroquí, con cabos de la región intentaron cambiar la carga del cañón para limitar su alcance,que el cañón no fuese cargado con más de 6 libras de pólvora y que el disparo no se realizara desde el fuerte de Victoria Grande, aunque el Gobernador de Melilla se negó y finalmente se llegó a un acuerdo esa misma noche en una reunión.
El 13 de junio, a las 5,30 de la mañana salieron para la zona de Frajana, lugar en que caería la bala del cañón, los ingenieros, con el gobernador Ginovés y militares, para realizar los trabajos de delimitación, cancelados ante la oposición de los cabileños. El 14 volvieron a salir los ingenieros y se realizó un disparo, continuándose en los días 15, 16, 17 y terminando el 18.
En total se hicieron dos disparos con El Caminante, con sus balas pintadas de blanco, para facilitar la identificación, y carga máxima y 21º de elevación, el máximo que permitió el montaje tras quitar el tornillo de puntería, siendo adoptado el primer tiro, de 2900 metros, el más corto de los dos realizados.
Durante el verano de 1862 el Capitán de Ingenieros José María Piñar fue trazando a la brújula el actual perímetro fronterizo hasta concluir esta demarcación con un acta firmada por los comisionados de España y Marruecos el 26 de junio de 1862.
Piñar levantó un plano titulado: Plano del polígono formado por la línea límite del terreno español. En su la leyenda aparece que “Hecho desde Victoria Grande el disparo convenido, cayó la bala como a 1 metro a la derecha del punto donde está situado el poste 17, prefiriéndose este sitio para situar la primera señal, por ser el vértice de uno de los ángulos que forma la cerca de la huerta de Candor (A). Después se midió su distancia a Victoria Grande, y se procuró trazar un polígono cuyos vértices distaran la misma cantidad de los puntos más convenientes de la plaza. Todas las visuales a Victoria Grande se intentaron hacia el asta de bandera o a la cañonera de donde se disparó. Luego para medir la longitud, se partió desde el borde de la constraescarpa de su foso”.
En 1894, una Comisión de oficiales del Estado Mayor visitó Melilla y realizó una Memoria descriptiva de Melilla y su campo exterior, que señala que la zona de caída de la bala, la memoria considera la tercera, fue en un ángulo de la huerta de Candor.